# SN 2000dr
SN 2000dr – supernowa typu Ia odkryta 5 października 2000 roku w galaktyce IC1610. W momencie odkrycia miała maksymalną jasność 18,10m.